# Motorsport på Irland
Motorsport på Irland är begränsad men landet har haft viss framgång i roadracing på 1950-talet.

## Verksamhet

### Formel 1-förare

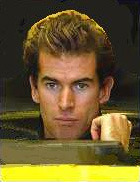
Ralph Firman, Irlands senaste formel 1-förare i sin Jordanbil från 2003.

Derek Daly är den mest framgångsrika föraren från Irland, med ett par fjärdeplatser som bästa resultat. Dalys karriär inom formel 1 tog slut efter att ha misslyckats när han var stallkamrat till Keke Rosberg under dennes världsmästarsäsong 1982. Efter det flyttade Daly till USA och började tävla i PPG IndyCar World Series med viss framgång.
Ett flertal andra irländska förare har tävlat i formel 1, bland annat Tommy Byrne och den i Storbritannien födda Ralph Firman.

### Roadracing
Irland har aldrig arrangerat ett Grand Prix-lopp, men under 1950-talet tillhörde Reg Armstrong de absoluta toppförarna, och han lyckades bli tvåa i 500cc-klassen 1955. I och med bristen på permanenta banor på den irländska ön, så har rekryteringen av unga förare sjunkit, då landsvägsbanornas betydelse minskat.

### A1GP
Den irländska ön hade A1 Team Ireland tillsammans i serien under tidsperioden 2005-2009, och i det som ser ut att ha varit A1GP:s sista säsong 2008/2009 lyckades den nordirländska föraren Adam Carroll ta hem titeln, efter dubbelseger i finalen på Brands Hatch.

### Banor
Mondello Park är Irlands enda aktiva bana. Den är en liten bana med kurvig design, som främst används för att organisera irländska klubbtävlingar som har mycket gemensamt med sina brittiska motsvarigheter. Oftast hålls de irländska serierna i samarbete med den nordirländska banan Kirkistown.